# People's Choice Awards de 2019
O People's Choice Awards de 2019, oficialmente E! People's Choice Awards de 2019, foi realizado em 10 de novembro de 2019, para homenagear os melhores da cultura popular em 2019.

## Performances
| Artista          | Canção            | Apresentado por |
| ---------------- | ----------------- | --------------- |
| Alessia Cara     | "Rooting for You" | Storm Reid      |
| Kelsea Ballerini | "Club"            | Blake Shelton   |

## Vencedores e indicados
A primeira leva de candidatos foi anunciada em agosto, com os finalistas sendo revelados em 4 de setembro.

### Cinema
| O Filme de 2019 | O Filme de Comédia de 2019 (apresentado por Sean Hayes) |
| --- | --- |
| - Avengers: Endgame - Toy Story 4 - Captain Marvel - Fast & Furious Presents: Hobbs & Shaw - O Rei Leão - John Wick: Chapter 3 – Parabellum - Nós - Homem-Aranha: Longe de Casa | - Murder Mystery - The Upside - Yesterday - The Hustle - Men in Black: International - Long Shot - Little - Good Boys |
| O Filme de Ação de 2019 | O Filme de Drama de 2019 |
| - Avengers: Endgame - Homem-Aranha: Longe de Casa - Captain Marvel - John Wick: Chapter 3 – Parabellum - Shazam! - Godzilla II: Rei dos Monstros - Dark Phoenix - Fast & Furious Presents: Hobbs & Shaw | - After - Era uma Vez em... Hollywood - Rocketman - Five Feet Apart - Glass - Nós - Triple Frontier - Extremely Wicked, Shockingly Evil and Vile |
| O Filme de Família de 2019 | A Estrela de Filme de Drama de 2019 (apresentado por Karen Gillan) |
| - Aladdin - Toy Story 4 - O Rei Leão - The Secret Life of Pets 2 - How to Train Your Dragon: The Hidden World - The Lego Movie 2: The Second Part - Pokémon: Detetive Pikachu - The Angry Birds Movie 2 | - Cole Sprouse – Five Feet Apart - Taron Egerton – Rocketman - Zac Efron – Extremely Wicked, Shockingly Evil and Vile - Lupita Nyong'o – Nós - Leonardo DiCaprio – Era uma Vez em... Hollywood - Brad Pitt – Once Upon a Time in Hollywood - Sarah Paulson – Glass - Samuel L. Jackson – Glass                                                    |
| A Estrela de Cinema Masculina de 2019 (apresentado por Asante Blackk e Joey King) | A Estrela de Cinema Feminina de 2019 (apresentado por Kat Dennings e Karamo Brown) |
| - Robert Downey Jr. – Avengers: Endgame - Chris Hemsworth – Avengers: Endgame - Tom Holland – Spider-Man: Far From Home - Will Smith – Aladdin - Keanu Reeves – John Wick: Chapter 3 – Parabellum - Samuel L. Jackson – Captain Marvel - Dwayne Johnson – Fast & Furious Presents: Hobbs & Shaw - Adam Sandler – Murder Mystery            | - Zendaya – Homem-Aranha: Longe de Casa - Millie Bobby Brown – Godzilla II: Rei dos Monstros - Scarlett Johansson – Avengers: Endgame - Sophie Turner – Dark Phoenix - Jennifer Aniston – Murder Mystery - Brie Larson – Captain Marvel - Lupita Nyong'o – Nós - Tessa Thompson – Men in Black: International                                     |
| A Estrela de Filme de Comédia de 2019 (apresentado por Sarah Hyland) | A Estrela de Filme de Ação de 2019 |
| - Noah Centineo – The Perfect Date - Ali Wong – Always Be My Maybe - Kevin Hart – The Upside - Rebel Wilson – Isn't It Romantic - Adam Sandler – Murder Mystery - Liam Hemsworth – Isn't It Romantic - Dwayne Johnson – Fighting with My Family - Mindy Kaling – Late Night                                                                | - Tom Holland – Homem-Aranha: Longe de Casa - Robert Downey Jr. – Avengers: Endgame - Chris Evans – Avengers: Endgame - Halle Berry – John Wick: Chapter 3 – Parabellum - Keanu Reeves – John Wick: Chapter 3 – Parabellum - Sophie Turner – Dark Phoenix - Brie Larson – Captain Marvel - Dwayne Johnson – Fast & Furious Presents: Hobbs & Shaw |
| A Estrela de Filme de Animação de 2019 | |
| - Beyoncé – O Rei Leão - America Ferrera – How to Train Your Dragon: The Hidden World - Tom Hanks – Toy Story 4 - Kevin Hart – The Secret Life of Pets 2 - Ryan Reynolds – Pokémon: Detetive Pikachu - Chris Pratt – The Lego Movie 2: The Second Part - Tiffany Haddish – The Secret Life of Pets 2 - Awkwafina – The Angry Birds Movie 2 | |

### Televisão
| O Programa de 2019 (apresentado por Terry Crews e Jacob Tremblay) | O Programa de Drama de 2019 |
| --- | --- |
| - Stranger Things - Game of Thrones - WWE Raw - The Walking Dead - The Big Bang Theory - Riverdale - This Is Us - Grey's Anatomy | - Stranger Things - Grey's Anatomy - This Is Us - Chicago P.D. - Game of Thrones - Big Little Lies - Riverdale - The Walking Dead |
| O Programa de Comédia de 2019 | O Reality Show de 2019 (apresentado por Kelly Rowland) |
| - The Big Bang Theory - Saturday Night Live - Modern Family - The Good Place - Grown-ish - Veep - Orange Is the New Black - Schitt's Creek | - Keeping Up with the Kardashians - Love & Hip Hop: Atlanta - The Real Housewives of Atlanta - The Real Housewives of Beverly Hills - Queer Eye - Bachelor in Paradise - Vanderpump Rules - Jersey Shore: Family Vacation                                                             |
| O Programa de Competição de 2019 (apresentado por D'Arcy Carden e Jenna Dewan) | A Estrela de TV Masculina de 2019 |
| - America's Got Talent - American Idol - RuPaul's Drag Race - The Masked Singer - The Bachelor - The Voice - The Bachelorette - The Challenge | - Cole Sprouse — Riverdale - Kit Harington — Game of Thrones - Norman Reedus — The Walking Dead - Finn Wolfhard — Stranger Things - Jim Parsons — The Big Bang Theory - Milo Ventimiglia — This Is Us - Sterling K. Brown — This Is Us - KJ Apa — Riverdale                           |
| A Estrela de TV Feminina de 2019 | A Estrela de TV de Drama de 2019 (apresentado por Bellamy Young e Tom Payne) |
| - Millie Bobby Brown — Stranger Things - Mandy Moore — This Is Us - Sophie Turner — Game of Thrones - Danai Gurira — The Walking Dead - Camila Mendes — Riverdale - Lili Reinhart — Riverdale - Maisie Williams — Riverdale - Reese Witherspoon — Big Little Lies | - Zendaya — Euphoria - Norman Reedus — The Walking Dead - Sophie Turner — Game of Thrones - Millie Bobby Brown — Stranger Things - Reese Witherspoon — Big Little Lies - Maisie Williams — Game of Thrones - Lili Reinhart — Riverdale - Sterling K. Brown — This Is Us               |
| A Estrela de TV de Comédia de 2019 | O Talk Show Diurno de 2019 |
| - Kristen Bell — The Good Place - Leslie Jones — Saturday Night Live - Julia Louis-Dreyfus — Veep - Tiffany Haddish — The Last O.G. - Tracee Ellis Ross — Black-ish - Jameela Jamil — The Good Place - Yara Shahidi — Grown-ish - Jim Parsons — The Big Bang Theory | - The Ellen DeGeneres Show - The View - Red Table Talk - The Wendy Williams Show - Live with Kelly and Ryan - Today - Good Morning America - The Real |
| O Talk Show Noturno de 2019 (apresentado por David Spade) | O Participante de Competição de 2019 (apresentado por Brittany Snow e KJ Apa) |
| - The Tonight Show Starring Jimmy Fallon - The Late Show with Stephen Colbert - The Daily Show with Trevor Noah - Jimmy Kimmel Live! - The Late Late Show with James Corden - Full Frontal with Samantha Bee - Last Week Tonight with John Oliver - Watch What Happens Live with Andy Cohen                                                                                         | - Hannah Brown — The Bachelorette - Buddy Valastro — Buddy Vs. Duff - Kodi Lee — America's Got Talent - T-Pain — The Masked Singer - Colton Underwood — The Bachelor - Tyler Cameron — The Bachelorette - Tyler Oakley — The Amazing Race - Vanessa Vanjie Mateo — RuPaul's Drag Race |
| A Estrela de TV de Reality de 2019 | O Programa Viciante de 2019 |
| - Khloé Kardashian — Keeping Up with the Kardashians - Kyle Richards — The Real Housewives of Beverly Hills - Lisa Vanderpump — The Real Housewives of Beverly Hills - NeNe Leakes — The Real Housewives of Atlanta - Jonathan Van Ness — Queer Eye - Kandi Burruss — The Real Housewives of Atlanta - Kylie Jenner — Keeping Up with the Kardashians - Antoni Porowski — Queer Eye | - Outlander - Game of Thrones - Orange Is the New Black - Law & Order: Special Victims Unit - The Umbrella Academy - Queer Eye - 13 Reasons Why - Stranger Things |
| O Programa de Ficção Científica/Fantasia de 2019 | |
| - Shadowhunters - Stranger Things - Chilling Adventures of Sabrina - Supernatural - The Flash - The Umbrella Academy - Arrow - The 100 | |

### Música
| O Cantor de 2019 | A Cantora de 2019 |
| --- | --- |
| - Shawn Mendes - Post Malone - Ed Sheeran - Drake - Travis Scott - Khalid - Lil Nas X - Bad Bunny | - Billie Eilish - Ariana Grande - Taylor Swift - Cardi B - Halsey - Miley Cyrus - Camila Cabello - P!nk |
| O Grupo de 2019 | A Canção de 2019 |
| - BLACKPINK - Jonas Brothers - BTS - 5 Seconds of Summer - Panic! at the Disco - CNCO - Imagine Dragons - The Chainsmokers | - "Señorita" – Shawn Mendes & Camila Cabello - "Sucker" – Jonas Brothers - "7 Rings" – Ariana Grande - "Old Town Road" – Lil Nas X com part. de Billy Ray Cyrus - "Talk" – Khalid - "I Don’t Care" – Ed Sheeran & Justin Bieber - "Dancing with a Stranger" – Sam Smith & Normani - "Bad Guy" – Billie Eilish                                |
| O Álbum de 2019 | O Artista Country de 2019 (apresentado por Lucy Hale e Maggie Q) |
| - Lover – Taylor Swift - Thank U, Next – Ariana Grande - Free Spirit – Khalid - WHEN WE ALL FALL ASLEEP, WHERE DO WE GO? – Billie Eilish - Cuz I Love You – Lizzo - Happiness Begins – Jonas Brothers - No.6 Collaborations Project – Ed Sheeran - Death Race for Love – Juice WRLD  | - Blake Shelton - Luke Combs - Carrie Underwood - Luke Bryan - Thomas Rhett - Kane Brown - Kelsea Ballerini - Maren Morris |
| O Artista Latino de 2019 | O Videoclipe de 2019 |
| - Becky G - Daddy Yankee - Anuel AA - Maluma - Karol G - Bad Bunny - J Balvin - Natti Natasha | - "Kill This Love" – BLACKPINK - "Con Calma" – Daddy Yankee & Snow - "ME!" – Taylor Swift com part. de Brendon Urie do Panic! At The Disco - "7 Rings" – Ariana Grande - "Bad Guy" – Billie Eilish - "Boy with Luv" – BTS com part. de Halsey - "Dancing with a Stranger" – Sam Smith & Normani - "Señorita" – Shawn Mendes & Camila Cabello |
| A Turnê de 2019 | |
| - BLACKPINK 2019 World – BLACKPINK - Love Yourself World Tour – BTS - Enigma – Lady Gaga - Sweetener World Tour – Ariana Grande - Beautiful Trauma World Tour – P!nk - The Man of the Woods Tour – Justin Timberlake - It's My Party – Jennifer Lopez - Here We Go Again Tour – Cher | |

### CulturaPop
| A Estrela Social de 2019 | O Influenciador de Beleza de 2019 |
| --- | --- |
| - David Dobrik - Emma Chamberlain - The Dolan Twins - Rickey Thompson - The Ace Family - Shane Dawson - Liza Koshy - Tana Mongeau | - Bretman Rock - James Charles - Nikita Dragun - NikkiTutorials – Nikkie de Jager - Jeffree Star - RCL Beauty – Rachel Levin - Desi Perkins - Jackie Aina |
| A Celebridade Social de 2019 | O Animal Estrela de 2019 |
| - Ellen DeGeneres - Ariana Grande - Taylor Swift - Miley Cyrus - Kim Kardashian West - Cardi B - Shawn Mendes - Justin Bieber | - Doug the Pug - Jiffpom - Nala Cat - Tuna The Chiweenie - Juniper The Fox - Shinjiro Ono – Marutaro - tecuaniventura - Lil BUB |
| O Show de Comédia de 2019 (apresentado por Robert Downey Jr.) | A Estrela de Estilo de 2019 |
| - Kevin Hart: Irresponsible – Kevin Hart - Celebrity Project - Joe Rogan Show– Joe Rogan - Gabriel “Fluffy” Iglesias: One Show Fits All – Gabriel “Fluffy” Iglesias - Trevor Noah Tour – Trevor Noah - Ken Jeong: You Complete Me, Ho – Ken Jeong - Amy Schumer: Growing– Amy Schumer - Miranda Sings Live... Your Welcome – Colleen Ballinger - Wanda Sykes: Not Normal – Wanda Sykes                                                                                               | - Harry Styles - Kim Kardashian West - Rihanna - Celine Dion - Lady Gaga - Gigi Hadid - Cardi B - Jennifer Lopez |
| A Pessoa Inovadora de 2019 | O Podcast Pop de 2019 |
| - Simone Biles Primeira Mulher a Fazer um Triplo Twist com Mortal Duplo & 6ª a Ganhar o Concurso Geral Individual - LeBron James NBA- Caridade - Megan Rapinoe Futebol Feminino dos E.U.A.-Pagamento Igual - Coco Gauff Derrota Venus Williams – Estreia Impressionante em Wimbeldon - Drew Brees Ultrapassa o Recorde de Peyton Manning - Alex Morgan Futebol Feminino dos E.U.A.-Pagamento Igual - Stephen Curry NBA- Caridade - Serena Williams Caridade e Empoderamento Feminino | - Scrubbing In with Becca Tilley and Tanya Rad - Getting Curious with Jonathan Van Ness - Armchair Expert Podcast with Dax Shepard - Off the Vine with Kaitlyn Bristowe - Whine Down with Jana Kramer - Bitch Sesh: A Real Housewives Breakdown with Casey Wilson and Danielle Schneider - WTF with Marc Maron - The Joe Rogan Experience |

### Outros
| Ícone de 2019 (apresentado por Adam Sandler)  | Ícone da Moda de 2019 (apresentado por Jeremy Scott) |
| --------------------------------------------- | ---------------------------------------------------- |
| Jennifer Aniston                              | Gwen Stefani                                         |
| Campeão de 2019 (apresentado por Alex Morgan) |                                                      |
| P!nk                                          |                                                      |